# Nadia Stacey
Nadia Stacey (* 20. Jahrhundert) ist eine britische Maskenbildnerin. Sie ist als Friseurin und Visagist beim Film tätig. Im Jahr 2024 gewann sie für ihre Arbeit an dem Historienfilm Poor Things einen Oscar.

## Leben
Nadia Stacey wurde zunächst beim ITV-Regionalsender Yorkshire TV als Visagistin tätig. Mit ihrem Umzug nach London wurde sie am Theater aktiv und erlernte den Umgang mit Perücken. Seit 2006 ist sie als Friseurin und Visagistin bei internationalen Filmproduktionen aktiv.
Für ihre Arbeit beim Historienfilm The Favourite – Intrigen und Irrsinn wurde sie für die beste Maske bei den British Academy Film Awards 2019 und beim Europäischen Filmpreis 2019 ausgezeichnet. Für ihre Arbeit bei Cruella wurde sie 2022 zusammen mit Naomi Donne und Julia Vernon für den Oscar in der Kategorie Bestes Make-up und beste Frisuren und in gleicher Kategorie für einen BAFTA Award nominiert. 2024 gewann sie gemeinsam mit Mark Coulier und Josh Weston den Oscar- und BAFTA Award für den Film Poor Things.
Nadia Stacey ist Mitglied der Europäischen Filmakademie.

## Filmografie (Auswahl)
- 2011: Tyrannosaur – Eine Liebesgeschichte (Tyrannosaur)
- 2012: Sightseers
- 2013: In Fear
- 2013: Ronin
- 2014: Pride
- 2016: Eddie the Eagle – Alles ist möglich (Eddie the Eagle)
- 2016: The Girl with All the Gifts
- 2017: Journeyman
- 2018: The Favourite – Intrigen und Irrsinn (The Favourite)
- 2018: Teen Spirit
- 2019: Tolkien
- 2020: Der geheime Garten (The Secret Garden)
- 2021: Everybody’s Talking About Jamie
- 2021: True Things
- 2021: Cruella
- 2022: Living – Einmal wirklich leben (Living)
- 2022: See How They Run
- 2023: Poor Things